# Stemonyphantes taiganus
Stemonyphantes taiganus là một loài nhện trong họ Linyphiidae.
Loài này thuộc chi Stemonyphantes. Stemonyphantes taiganus được miêu tả năm 1930 bởi Ermolajev.